# Lijst van voetbalinterlands Ecuador - Venezuela
Deze lijst van voetbalinterlands is een overzicht van alle officiële voetbalwedstrijden tussen de nationale teams van Ecuador en Venezuela. De Zuid-Amerikaanse landen speelden tot op heden 34 keer tegen elkaar. Het eerste duel, een vriendschappelijke wedstrijd, werd gespeeld in Bogota (Colombia) op 19 augustus 1938. De laatste ontmoeting, een kwalificatiewedstrijd voor het Wereldkampioenschap voetbal 2026, vond plaats op 21 maart 2025 in Quito.

## Wedstrijden
| №  | Plaats         | Datum             | Competitie           | Wedstrijd           | Uitslag |
| -- | -------------- | ----------------- | -------------------- | ------------------- | ------- |
| 1  | Bogota         | 19 augustus 1938  | Vriendschappelijk    | Ecuador – Venezuela | 5 – 2   |
| 2  | Caracas        | 20 januari 1977   | Vriendschappelijk    | Venezuela – Ecuador | 1 – 0   |
| 3  | Quito          | 15 juni 1993      | Copa América 1993    | Ecuador – Venezuela | 6 – 1   |
| 4  | Quito          | 8 augustus 1993   | WK 1994 kwalificatie | Ecuador – Venezuela | 5 – 0   |
| 5  | Ciudad Guayana | 12 september 1993 | WK 1994 kwalificatie | Venezuela – Ecuador | 2 – 1   |
| 6  | Caracas        | 2 februari 1996   | Vriendschappelijk    | Venezuela – Ecuador | 0 – 1   |
| 7  | Quito          | 1 september 1996  | WK 1998 kwalificatie | Ecuador – Venezuela | 1 – 0   |
| 8  | Maracaibo      | 6 juli 1997       | WK 1998 kwalificatie | Venezuela – Ecuador | 1 – 1   |
| 9  | Portoviejo     | 18 mei 1999       | Vriendschappelijk    | Ecuador – Venezuela | 0 – 2   |
| 10 | Maracaibo      | 15 juni 1999      | Vriendschappelijk    | Venezuela – Ecuador | 3 – 2   |
| 11 | Quito          | 29 maart 2000     | WK 2002 kwalificatie | Ecuador – Venezuela | 2 – 0   |
| 12 | Maracaibo      | 15 november 2000  | WK 2002 kwalificatie | Venezuela – Ecuador | 1 – 2   |
| 13 | Barranquilla   | 17 juli 2001      | Copa América 2001    | Ecuador – Venezuela | 4 – 0   |
| 14 | Caracas        | 20 oktober 2002   | Vriendschappelijk    | Venezuela – Ecuador | 2 – 0   |
| 15 | Quito          | 6 september 2003  | WK 2006 kwalificatie | Ecuador – Venezuela | 2 – 0   |
| 16 | San Cristobal  | 14 oktober 2004   | WK 2006 kwalificatie | Venezuela – Ecuador | 3 – 1   |
| 17 | Loja           | 17 augustus 2005  | Vriendschappelijk    | Ecuador – Venezuela | 3 – 1   |
| 18 | Quito          | 13 oktober 2007   | WK 2010 kwalificatie | Ecuador – Venezuela | 0 – 1   |
| 19 | Puerto La Cruz | 15 oktober 2008   | WK 2010 kwalificatie | Venezuela – Ecuador | 3 – 1   |
| 20 | Barquisimeto   | 7 september 2010  | Vriendschappelijk    | Venezuela – Ecuador | 1 – 0   |
| 21 | Quito          | 17 november 2010  | Vriendschappelijk    | Ecuador – Venezuela | 4 – 1   |
| 22 | Salta          | 9 juli 2011       | Copa América 2011    | Venezuela – Ecuador | 1 – 0   |
| 23 | Quito          | 7 oktober 2011    | WK 2014 kwalificatie | Ecuador – Venezuela | 2 – 0   |
| 24 | Puerto La Cruz | 16 oktober 2012   | WK 2014 kwalificatie | Venezuela − Ecuador | 1 − 1   |
| 25 | Ciudad Guayana | 17 november 2015  | WK 2018 kwalificatie | Venezuela − Ecuador | 1 − 3   |
| 26 | Quito          | 15 november 2016  | WK 2018 kwalificatie | Ecuador − Venezuela | 3 − 0   |
| 27 | Boca Raton     | 8 juni 2017       | Vriendschappelijk    | Ecuador – Venezuela | 1 – 1   |
| 28 | Miami Gardens  | 1 juni 2019       | Vriendschappelijk    | Venezuela – Ecuador | 1 – 1   |
| 29 | Rio de Janeiro | 20 juni 2021      | Copa América 2021    | Venezuela − Ecuador | 2 − 2   |
| 30 | Caracas        | 10 oktober 2021   | WK 2022 kwalificatie | Venezuela − Ecuador | 2 − 1   |
| 31 | Quito          | 11 november 2021  | WK 2022 kwalificatie | Ecuador − Venezuela | 1 − 0   |
| 32 | Maturín        | 16 november 2023  | WK 2026 kwalificatie | Venezuela − Ecuador | 0 − 0   |
| 33 | Santa Clara    | 22 juni 2024      | Copa América 2024    | Ecuador − Venezuela | 1 − 2   |
| 34 | Quito          | 21 maart 2025     | WK 2026 kwalificatie | Ecuador − Venezuela | 2 – 1   |

## Samenvatting
| Competitie        | Totaal gespeeld | Winst Ecuador | Gelijk | Winst Venezuela | Doelsaldo Ecuador – Venezuela |
| ----------------- | --------------- | ------------- | ------ | --------------- | ----------------------------- |
| WK-kwalificatie   | 18              | 10            | 3      | 5               | 29 − 16                       |
| Copa América      | 5               | 2             | 1      | 2               | 13 − 6                        |
| Vriendschappelijk | 11              | 3             | 2      | 6               | 14 − 18                       |
| Totaal            | 34              | 15            | 6      | 13              | 56 − 40                       |

Wedstrijden bepaald door strafschoppen worden, in lijn met de FIFA, als een gelijkspel gerekend.

## Details

### Eerste ontmoeting
| Vriendschappelijk (Bogota, Colombia, 19 augustus 1938):                                                  |       |                                   |
| Ecuador                                                                                                  | 5 – 2 | Venezuela                         |
| Graciano Castillo ??' (e.d.) Alfonso Suárez ??' Manuel Arenas ??' Enrique Herrera ??' Augusto Freire ??' | goals | ??' Fernando Ríos ??' Pablo Corao |

### Tweede ontmoeting
| Vriendschappelijk (Caracas, Venezuela, 20 januari 1977 ): |       |         |
| Venezuela                                                 | 1 – 0 | Ecuador |
| Ricardo Moss ??'                                          | goals |         |

### Derde ontmoeting
| Copa América 1993 (Quito, Ecuador, 15 juni 1993):                                                               |              |                        |
| Ecuador | 6 – 1        | Venezuela              |
| Carlos Muñoz 21' Raúl Noriega 33' Ángel Fernández 58' Eduardo Hurtado 65' Ángel Fernández 81' Álex Aguinaga 77' | goals        | 80' José Luis Dolgetta |
| | rode kaarten | 62' Carlos García      |

### Vierde ontmoeting
| WK 1994 kwalificatie (Quito, Ecuador, 8 augustus 1993):                                       |       |           |
| Ecuador                                                                                       | 5 – 0 | Venezuela |
| Carlos Muñoz 23' Eduardo Hurtado 40' Eduardo Hurtado 50' Cléber Chalá 60' Eduardo Hurtado 76' | goals |           |
| - Zestiende en laatste interland van Jimmy Montanero voor Ecuador.                            |       |           |

### Vijfde ontmoeting
| WK 1994 kwalificatie (Ciudad Guayana, Venezuela, 12 september 1993): |              |                  |
| Venezuela                                                            | 2 – 1        | Ecuador          |
| Juan Enrique García 1' Luis Morales 51'                              | goals        | 5' Byron Tenorio |
| Miguel Echenausi 81'                                                 | rode kaarten |                  |

### Zesde ontmoeting
| Vriendschappelijk (Caracas, Venezuela, 2 februari 1996): |              | |
| Venezuela | 0 – 1        | Ecuador |
| | goals        | 55' Ángel Fernández |
| Rafael Santana | bondscoach   | Francisco Maturana |
| Rafael Dudamel Alexander Hezzel Carlos García William González Luis Morales 81' Edson Tortolero Noel San Vicente 81' Leonardo González 58' Sergio Hernández 58' Stalin Rivas José Luis Dolguetta | opstellingen | José Cevallos Wagner Rivera Máximo Tenorio Alberto Montaño Wilson Carabalí 46' Cléber Chalá Robert Macías 75' Alfonso Obregón 46' Jorge Batallas 73' Oswaldo de la Cruz Eduardo Hurtado |
| Reinaldo Restifo 58' Oswaldo Palencia 58' Luis Ernesto González 81' Edson Rodríguez 81' | wissels      | 46' Luis Ernesto González 46' Ángel Fernández 73' Juan Carlos Garay 75' Roberto Burbano                                                                                                 |
| | gele kaarten | ??' Robert Macías |
| - Debuut van Luis Ernesto González voor Ecuador. |              | |

### Zevende ontmoeting
| WK 1998 kwalificatie (Quito, Ecuador, 1 september 1996): |       |           |
| Ecuador                                                  | 1 – 0 | Venezuela |
| Álex Aguinaga 4'                                         | goals |           |

### Achtste ontmoeting
| WK 1998 kwalificatie (Maracaibo, Venezuela, 6 juli 1997):                           |       |                  |
| Venezuela                                                                           | 1 – 1 | Ecuador          |
| Gabriel Miranda 75'                                                                 | goals | 55' Iván Hurtado |
| - Laatste interland van Gilson Simões (17de) en Edmundo Méndez (11de) voor Ecuador. |       |                  |

### Negende ontmoeting
| Vriendschappelijk (Portoviejo, Ecuador, 18 mei 1999):        |       |                                          |
| Ecuador                                                      | 0 – 2 | Venezuela                                |
|                                                              | goals | 8' Gabriel Urdaneta 56' Gabriel Urdaneta |
| - Debuut van Renny Vega en Miguel Mea Vitali voor Venezuela. |       |                                          |

### Tiende ontmoeting
| Vriendschappelijk (Maracaibo, Venezuela, 15 juni 1999):            |              |                                         |
| Venezuela                                                          | 3 – 2        | Ecuador                                 |
| José Manuel Rey 50' Juan Enrique García 90' Ruberth Morán 90+3'    | goals        | 15' Alberto Montaño 22' Agustín Delgado |
|                                                                    | rode kaarten | 70' Alberto Montaño                     |
| - Laatste interland van Luis Ernesto González (14de) voor Ecuador. |              |                                         |

### Elfde ontmoeting
| WK 2002 kwalificatie (Quito, Ecuador, 29 maart 2000): |              |           |
| Ecuador                                               | 2 – 0        | Venezuela |
| Agustín Delgado 18' Álex Aguinaga 52'                 | goals        |           |
| Alberto Montaño 27'                                   | rode kaarten |           |

### Twaalfde ontmoeting
| WK 2002 kwalificatie (Maracaibo, Venezuela, 15 november 2000): |       |                                         |
| Venezuela                                                      | 1 – 2 | Ecuador                                 |
| Juan Arango 66'                                                | goals | 3' Iván Kaviedes 23' Wellington Sánchez |

63

### Dertiende ontmoeting
| Copa América 2001 (Barranquilla, Colombia, 17 juli 2001):                     |       |           |
| Ecuador                                                                       | 4 – 0 | Venezuela |
| Agustín Delgado 19' Ángel Fernández 29' Edison Méndez 60' Agustín Delgado 63' | goals |           |

### Veertiende ontmoeting
| Vriendschappelijk (Caracas, Venezuela, 20 oktober 2002): |       |         |
| Venezuela                                                | 2 – 0 | Ecuador |
| José Manuel Rey 29' Wilfredo Moreno 81'                  | goals |         |

### Vijftiende ontmoeting
| WK 2006 kwalificatie (Quito, Ecuador, 6 september 2003): |              | |
| Ecuador | 2 – 0        | Venezuela |
| Giovanni Espinoza 6' Carlos Tenorio 67' | goals        | |
| Hernán Darío Gómez | bondscoach   | Richard Páez |
| José Cevallos Ulises de la Cruz Iván Hurtado Geovanny Espinoza Néicer Reasco Álex Aguinaga 43' Alfonso Obregón Edison Méndez Marlon Ayoví Carlos Tenorio Cléber Chalá | opstellingen | Gilberto Angelucci Luis José Vallenilla José Manuel Rey Wilfredo Alvarado Jorge Rojas Miguel Mea Vitali Leopoldo Jiménez 52' Ricardo Páez 63' Gabriel Urdaneta 67' Ruberth Morán Juan Arango |
| Otilino Tenorio 43' | wissels      | 52' Daniel Noriega 63' Héctor González 67' Cristian Cásseres |
| Alfonso Obregón 36' | gele kaarten | 42' Wilfredo Alvarado |

### Zestiende ontmoeting
| WK 2006 kwalificatie (San Cristóbal, Venezuela, 14 oktober 2004): |              | |
| Venezuela | 3 – 1        | Ecuador |
| Gabriel Urdaneta 20' (pen.) Ruberth Morán 72' Ruberth Morán 80' | goals        | 41' (pen.) Marlon Ayoví |
| Richard Páez | bondscoach   | Luis Fernando Suárez |
| Rafael Dudamel Luís Vallenilla 68' José Manuel Rey Alejandro Cichero Jorge Alberto Rojas Luis Vera Leopoldo Jiménez 65' Gabriel Urdaneta Juan Arango Ruberth Morán Alexander Rondón 61' | opstellingen | Edwin Villafuerte Néicer Reascos Iván Hurtado Giovanni Espinoza Raúl Guerrón Marlon Ayoví Edwin Tenorio Edison Méndez 75' Paul Ambrossi 71' Franklin Salas Iván Kaviedes |
| Juan Enrique García 61' Ricardo Páez 65' Héctor González 68' | wissels      | 71' Jhonny Baldeón 75' Ebelio Ordoñez |
| Luis Vallenilla ??' Jorge Alberto Rojas ??' | gele kaarten | ??' Iván Kaviedes |

### Zeventiende ontmoeting
| Vriendschappelijk (Loja, Ecuador, 17 augustus 2005): |       |                   |
| Ecuador                                              | 3 – 1 | Venezuela         |
| Félix Borja 7' Cristian Lara 40' Cristian Lara 67'   | goals | 70' Ruberth Morán |

### Achttiende ontmoeting
| WK 2010 kwalificatie (Quito, Ecuador, 13 oktober 2007): |       |                     |
| Ecuador                                                 | 0 – 1 | Venezuela           |
|                                                         | goals | 68' José Manuel Rey |

### Negentiende ontmoeting
| WK 2010 kwalificatie (Puerto La Cruz, Venezuela, 15 oktober 2008): |       |                |
| Venezuela                                                          | 3 – 1 | Ecuador        |
| Giancarlo Maldonado 48' Alejandro Moreno 56' Juan Arango 67'       | goals | 12' Isaac Mina |

### Twintigste ontmoeting
| Vriendschappelijk (Barquisimeto, Venezuela, 7 september 2010): |              | |
| Venezuela | 1 – 0        | Ecuador |
| Miku 85' | goals        | |
| César Farías | bondscoach   | Reinaldo Rueda |
| Dani Hernández Grenddy Perozo José Granados Jaime Bustamante Tomás Rincón César González 85' Angel Chourio 73' Luis Seijas 78' Franklin Lucena Emilio Rentería 66' Miku 90' | opstellingen | 51' Máximo Banguera Luis Checa Geovanny Caicedo 78' Jefferson Montero Antonio Valencia David Quiroz Christian Noboa Walter Ayoví 60' Michael Arroyo Juan Carlos Paredes Jaime Ayoví |
| José Salomón Rondón 66' Giácomo Di Giorgi 73' Alejandro Guerra 78' Roberto Rosales 85' Francisco Flores 90'                                                                 | wissels      | 51' Rorys Aragón 60' Joao Rojas 78' Geovanny Nazareno |
| Tomás Rincón 71' | gele kaarten | 15' Christian Noboa 57' Jaime Ayoví 74' Geovanny Caicedo |
| - Debuut van Dani Hernández (Real Murcia) voor Venezuela. |              | |

### 21ste ontmoeting
| Vriendschappelijk (Quito, Ecuador, 17 november 2010): |              | |
| Ecuador | 4 – 1        | Venezuela |
| Cristian Benítez 2' Cristian Benítez 5' Walter Ayoví 45' (pen.) Walter Ayoví 47' | goals        | 48' (pen.) Giancarlo Maldonado |
| Reinaldo Rueda | bondscoach   | César Farías |
| Máximo Banguera Isaac Mina Jayro Campos Luis Saritama David Quiroz Segundo Castillo Michael Arroyo 68' Walter Ayoví 88' Joao Rojas 54' Cristian Benítez 79' Juan Carlos Paredes 70' | opstellingen | Manuel Sanhouse Giovanni Romero Grenddy Perozo 78' José Granados Jaime Bustamante 86' Luis Seijas 59' César González 67' Alejandro Guerra Franklin Lucena Giancarlo Maldonado 71' Alejandro Moreno |
| Jefferson Montero 54' Jaime Ayoví 68' Luis Checa 70' Fernando Guerrero 79' Geovanny Caicedo 88'                                                                                     | wissels      | 59' Giácomo Di Giorgi 67' Jesús Gómez 71' Daniel Arismendi 78' Juan Fuenmayor 86' Edgar Pérez Greco                                                                                                |
| Jayro Campos 47' Walter Ayoví 77' | gele kaarten | 15' José Granados 31' Luis Seijas 45' Grenddy Perozo 52' Franklin Lucena 82' Juan Fuenmayor |

### 22ste ontmoeting
| Copa América 2011 (Salta, Argentinië, 9 juli 2011): |              | |
| Venezuela | 1 – 0        | Ecuador |
| César González 61' | goals        | |
| César Farías | bondscoach   | Reinaldo Rueda |
| Renny Vega Roberto Rosales Oswaldo Vizcarrondo Grenddy Perozo Gabriel Cichero César González 63' Franklin Lucena Tomás Rincón Juan Arango Giancarlo Maldonado 85' Nicolás Fedor 73' | opstellingen | Marcelo Elizaga Néicer Reasco Norberto Araujo Fricson Erazo Walter Ayoví 75' Segundo Castillo Christian Noboa 71' Michael Arroyo Edison Méndez Cristian Benítez Felipe Caicedo |
| Jesús Meza 63' José Salomón Rondón 73' Giacomo Di Giorgi 85' | wissels      | 71' Edson Montaño 75' David Quiróz |

### 23ste ontmoeting
| WK 2014 kwalificatie (Quito, Ecuador, 7 oktober 2011): |              | |
| Ecuador | 2 – 0        | Venezuela |
| Jaime Ayoví 15' Cristian Benítez 28' | goals        | |
| Reinaldo Rueda | bondscoach   | César Farías |
| Máximo Banguera Frickson Erazo Jairo Campos Christian Noboa 76' Luis Antonio Valencia Christian Suárez 69' Luis Saritama Walter Ayoví Cristian Benítez 82' Jaime Ayoví Juan Carlos Paredes | opstellingen | Renny Vega José Granados José Rey 57' Francisco Flores Jesús Meza Franklin Lucena Giácomo Di Giorgi José Velázquez Luis Seijas 72' Giancarlo Maldonado 46' Fernando Aristeguieta             |
| Alex Bolaños 69' Michael Arroyo 76' Edison Méndez 82' Alexander Domínguez Adrián Bone Diego Calderón Eduardo Morante Geovanny Caicedo Gabriel Achilier Jefferson Montero Joffre Guerrón    | wissels      | 46' Alejandro Moreno 57' Agnel Flores 72' Frank Feltscher Leo Morales Carlos Salazar Rohel Briceño Alexander González Wilker Ángel Yohandry Orozco Angel Chourio Rafael Acosta Victor García |
| Christian Noboa 63' Michael Arroyo 86' | gele kaarten | 70' Luis Seijas |
| | rode kaarten | ??', 78' José Rey |

### 24ste ontmoeting
| WK 2014 kwalificatie (Puerto La Cruz, Venezuela, 16 oktober 2012): |              | |
| Venezuela | 1 – 1        | Ecuador |
| Juan Arango 6' | goals        | 24' Segundo Castillo |
| César Farías | bondscoach   | Reinaldo Rueda |
| Dani Hernández Edgar Pérez 56' Roberto Rosales Grenddy Perozo Alexander González 82' Fernando Amorebieta Franklin Lucena Juan Arango Evelio Hernández José Salomón Rondón Josef Martínez 68' | opstellingen | Alexander Domínguez Gabriel Achilier Frickson Erazo Luis Antonio Valencia 80' Christian Noboa Segundo Castillo 88' Michael Arroyo Walter Ayoví Juan Carlos Paredes Cristian Benítez 71' Jaime Ayoví |
| Ronald Vargas 56' Miku 68' Gabriel Cichero 82' | wissels      | 71' Oswaldo Minda 80' Jefferson Montero 88' Joao Rojas |
| Ronald Vargas 58' Evelio Hernández 84' | gele kaarten | 13' Christian Noboa 47' Michael Arroyo 52' Segundo Castillo |

### 26ste ontmoeting
| WK 2018 kwalificatie (Quito, Ecuador, 15 november 2016): |              | |
| Ecuador | 3 – 0        | Venezuela |
| Arturo Mina 51' Miller Bolaños 83' Enner Valencia 86' | goals        | |
| Gustavo Quinteros | bondscoach   | Rafael Dudamel |
| Esteban Dreer Juan Paredes Arturo Mina Miller Bolaños Walter Ayoví Jefferson Orejuela Christian Noboa Luis Caicedo Felipe Caicedo 82' Enner Valencia Renato Ibarra                         | opstellingen | Dani Hernández Rubert Quijada Alexander González Oswaldo Vizcarrondo Mikel Villanueva Renzo Zambrano Tomás Rincón 35' Jacobo Kouffati 75' Jhon Murillo 69' Adalberto Peñaranda Josef Martínez        |
| Marcos Caicedo 82' Alexander Domínguez Librado Azcona Cristian Ramírez Mario Pineida Frickson Erazo Gabriel Achilier Fidel Martínez Fernando Gaibor Juan Cazares Carlos Gruezo Jaime Ayoví | wissels      | 35' Luis González 69' Christian Santos 75' Yeferson Soteldo Wuilker Faríñez José Contreras Roberto Rosales Wilker Ángel Arles Flores José Velázquez Yangel Herrera Arquímedes Figuera Manuel Arteaga |
| Arturo Mina 59' | gele kaarten | 57' Alexander González 70' Oswaldo Vizcarrondo |

### 27ste ontmoeting
| Vriendschappelijk (Boca Raton, Verenigde Staten, 8 juni 2017): |            |                   |
| Ecuador                                                        | 1 – 1      | Venezuela         |
| Mikel Villanueva 29' (e.d.)                                    | goals      | 42' Junior Moreno |
| Gustavo Quinteros                                              | bondscoach | Rafael Dudamel    |

FEF · A-internationals · Bondscoaches · Selecties · Statistieken · Ecuadoraans vrouwenelftal · Olympisch elftal · Ecuador U21 · Ecuador U20 · Ecuador U18 · Ecuador U17
1938 – 1949 ·
1950 – 1959 ·
1960 – 1969 ·
1970 – 1979 ·
1980 – 1989 ·
1990 – 1999 ·
2000 – 2009 ·
2010 – 2019 ·
2020 − 2029
WK 2002 · 
WK 2006 · 
WK 2014
1938 · 
1939 · 
1940 · 
1941 · 
1942 · 
1943 · 1944 · 
1945 · 
1946 · 
1947 · 
1948 · 
1949 · 
1950 · 1951 · 1952 · 
1953 · 
1954 · 
1955 · 
1956 · 
1957 · 
1958 · 
1959 · 
1960 · 
1961 · 1962 · 
1963 · 
1964 · 
1965 · 
1966 · 
1967 · 1968 · 
1969 · 
1970 · 
1971 · 
1972 · 
1973 · 
1974 · 
1975 · 
1976 · 
1977 · 
1978 · 
1979 · 
1980 · 
1981 · 
1982 · 
1983 · 
1984 · 
1985 · 
1986 · 
1987 · 
1988 · 
1989 · 
1990 · 
1991 · 
1992 · 
1993 · 
1994 · 
1995 · 
1996 · 
1997 · 
1998 · 
1999 · 
2000 · 
2001 · 
2002 · 
2003 · 
2004 · 
2005 · 
2006 · 
2007 · 
2008 · 
2009 · 
2010 · 
2011 · 
2012 · 
2013 · 
2014 · 
2015 · 
2016 · 
2017 ·
2018 ·
2019 ·
2020 ·
2021 ·
2022
Argentinië ·
Armenië ·
Australië ·
Bolivia · 
Brazilië ·
Bulgarije ·
Canada ·
Chili ·
Colombia ·
Costa Rica ·
Cuba ·
Denemarken ·
DDR ·
Duitsland ·
El Salvador ·
Engeland ·
Estland ·
Finland ·
Frankrijk ·
Griekenland ·
Guatemala ·
Haïti ·
Honduras ·
Ierland ·
Irak ·
Iran ·
Italië ·
Jamaica ·
Japan ·
Joegoslavië ·
Jordanië ·
Kaapverdië ·
Koeweit ·
Kroatië · 
Libanon ·
Mexico ·
Nederland ·
Nigeria ·
Noord-Macedonië ·
Oeganda ·
Oman ·
Panama ·
Paraguay ·
Peru ·
Polen ·
Portugal ·
Qatar ·
Roemenië ·
Saoedi-Arabië ·
Schotland ·
Senegal ·
Spanje ·
Trinidad en Tobago ·
Turkije · 
Uruguay ·
Venezuela ·
Verenigde Staten ·
Wit-Rusland ·
Zambia ·
Zuid-Afrika ·
Zuid-Korea ·
Zweden ·
Zwitserland
Costa Rica (2006) · 
Duitsland (2006) · 
Engeland (2006) · 
Frankrijk (2014) · 
Honduras (2014) · 
Nederland (2022) · 
Polen (2006) · 
Qatar (2022) · 
Zwitserland (2014)
FVF · A-internationals · Selecties · Bondscoaches · Statistieken · Venezolaans vrouwenelftal · Olympisch elftal · Venezuela U21 · Venezuela U20 · Venezuela U19 · Venezuela U18 · Venezuela U17
1938 – 1949 ·
1950 – 1959 ·
1960 – 1969 ·
1970 – 1979 ·
1980 – 1989 ·
1990 – 1999 ·
2000 – 2009 ·
2010 – 2019 ·
2020 – 2029
1938 · 
1939–1945 · 
1946 · 
1947 · 
1948 · 
1949 · 1950 · 
1951 · 
1952 · 1953 · 1954 · 
1955 · 
1956 · 
1957–1964 · 
1965 · 
1966 · 
1967 · 
1968 · 
1969 · 
1970 · 
1971 · 
1972 · 
1973 · 
1974 · 
1975 · 
1976 · 
1977 · 
1978 · 
1979 · 
1980 · 
1981 · 
1982 · 
1983 · 
1984 · 
1985 · 
1986 · 
1987 · 
1988 · 
1989 · 
1990 · 
1991 · 
1992 · 
1993 · 
1994 · 
1995 · 
1996 · 
1997 · 
1998 · 
1999 · 
2000 · 
2001 · 
2002 · 
2003 · 
2004 · 
2005 · 
2006 · 
2007 · 
2008 · 
2009 · 
2010 · 
2011 · 
2012 · 
2013 · 
2014 · 
2015 · 
2016 · 
2017 ·
2018 ·
2019 ·
2020 ·
2021 ·
2022 ·
2023 ·
2024
Angola ·
Argentinië ·
Aruba ·
Australië ·
Bahama's ·
Bermuda ·
Bolivia ·
Brazilië ·
Canada ·
Chili ·
China ·
Colombia ·
Costa Rica ·
Cuba ·
Dominicaanse Republiek ·
Ecuador ·
El Salvador ·
Estland ·
Guatemala ·
Guinee ·
Haïti ·
Honduras ·
IJsland ·
Iran ·
Italië ·
Jamaica ·
Japan ·
Joegoslavië ·
Malta ·
Mexico ·
Moldavië ·
Nederlandse Antillen ·
Nicaragua ·
Nieuw-Zeeland ·
Nigeria ·
Noord-Korea ·
Oezbekistan ·
Oostenrijk ·
Panama ·
Paraguay ·
Peru ·
Puerto Rico ·
Saoedi-Arabië · 
Spanje ·
Syrië ·
Trinidad en Tobago ·
Uruguay ·
Verenigde Arabische Emiraten ·
Verenigde Staten ·
Zuid-Korea ·
Zweden ·
Zwitserland